# 阿罗阿罗

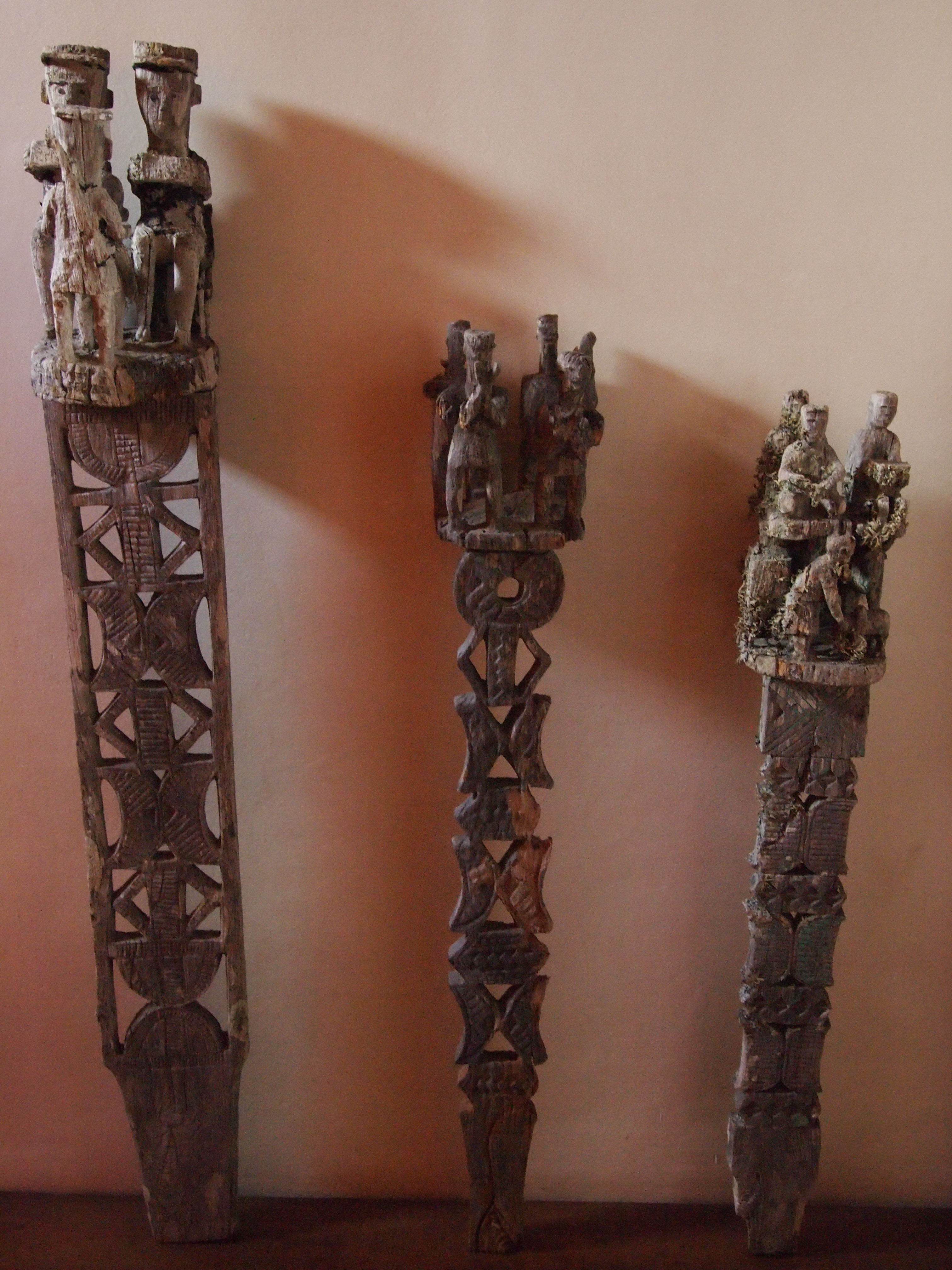
三个阿罗阿罗

阿罗阿罗（aloalo）是一种来源于马达加斯加西南地区的丧葬柱雕塑，经常与被屠宰的瘤牛头骨一起放置在当地名人的坟墓上。最初，阿罗阿罗仅限富人使用，但后来逐渐开放购买。阿罗阿罗上通常雕刻符号和图案来表述死者生前的故事，顶部通常雕刻死者头像或让人联想到死者的物质财产。阿罗阿罗主要被马哈法利人使用  ，不过在一些安坦德罗伊人和萨卡拉瓦人的坟墓上也发现了阿罗阿罗的存在 。
1896年法国殖民统治马达加斯加之后，阿罗阿罗开始在世界各地流传，如今在国际艺术品市场上经常能看到阿罗阿罗的身影。 